# Resolutie 2265 Veiligheidsraad Verenigde Naties
Resolutie 2265 van de Veiligheidsraad van de Verenigde Naties werd op 10 februari 2016 unaniem door de VN-Veiligheidsraad aangenomen en verlengde het expertenpanel dat toezag op de sancties tegen Darfur met een jaar.

## Achtergrond
Al in de jaren '50 was het zwarte zuiden van Soedan in opstand gekomen tegen het overheersende Arabische noorden. De vondst van aardolie in het zuiden maakte het conflict er enkel maar moeilijker op. In 2002 kwam er een staakt-het-vuren en werden afspraken gemaakt over de verdeling van de olie-inkomsten. Verschillende rebellengroepen waren hiermee niet tevreden en in 2003 ontstond het conflict in Darfur tussen deze rebellen en de door de regering gesteunde janjaweed-milities. Die laatsten gingen over tot etnische zuiveringen. In de daaropvolgende jaren werden in Darfur grove mensenrechtenschendingen gepleegd, waardoor miljoenen mensen op de vlucht sloegen.

## Inhoud
Het mandaat van het expertenpanel dat het veldwerk deed voor het 1591-sanctiecomité werd verlengd tot 12 maart 2017. De sancties omvatten een wapenembargo, reisbeperkingen en de bevriezing van banktegoeden.
Het wapenembargo werd evenwel veelvuldig geschonden en Soedan werd gevraagd iets te doen aan de illegale handel in lichte vuurwapens. Ook werd het land gevraagd de bureaucratische beperkingen die het de experts had opgelegd weer op te heffen, onder meer door tijdig visa uit te reiken, en maatregelen te nemen om de bevolking in Darfur beter te beschermen tegen geweld. Ook waren er landen die de reisbeperkingen en financiële sancties naast zich neerlegden.

## Verwante resoluties
- Resolutie 2138 Veiligheidsraad Verenigde Naties (2014)
- Resolutie 2200 Veiligheidsraad Verenigde Naties (2015)

Lijst ·  2260 ·  2261 ·  2262 ·  2263 ·  2264 ·  2265 ·  2266 ·  2267 ·  2268 ·  2269 ·  2270 ·  2271 ·  2272 ·  2273 ·  2274 ·  2275 ·  2276 ·  2277 ·  2278 ·  2279 ·  2280 ·  2281 ·  2282 ·  2283 ·  2284 ·  2285 ·  2286 ·  2287 ·  2288 ·  2289 ·  2290 ·  2291 ·  2292 ·  2293 ·  2294 ·  2295 ·  2296 ·  2297 ·  2298 ·  2299 ·  2300 ·  2301 ·  2302 ·  2303 ·  2304 ·  2305 ·  2306 ·  2307 ·  2308 ·  2309 ·  2310 ·  2311 ·  2312 ·  2313 ·  2314 ·  2315 ·  2316 ·  2317 ·  2318 ·  2319 ·  2320 ·  2321 ·  2322 ·  2323 ·  2324 ·  2325 ·  2326 ·  2327 ·  2328 ·  2329 ·  2330 ·  2331 ·  2332 ·  2333 ·  2334 ·  2335 ·  2336